# ザ・スターダストボウリング
「ザ・スターダストボウリング」は、チームしゃちほこの3枚目のシングル。2012年10月31日にワーナーミュージック・ジャパンから発売された。

## 概要
名古屋メジャーデビュー盤、名古屋＆会場限定盤の2形態での発売。

## 収録曲

### 名古屋メジャーデビュー盤
1. ザ・スターダストボウリング
作詞・作曲・編曲：浅野尚志
2. お願い!unBORDE
作詞・作曲・編曲：浅利進吾
3. でらディスコ
作詞・作曲・編曲：池澤聡
4. ザ・スターダストボウリング（Off Vocal Ver.）
5. お願い!unBORDE（Off Vocal Ver.）
6. でらディスコ（Off Vocal Ver.）

### 名古屋&会場限定盤
1. ザ・スターダストボウリング
2. お願い!unBORDE
3. いただきっニッポン!〜おみそれしましたなごやめし〜
作詞・作曲：生田真心、編曲：原田ナオ
4. ザ・スターダストボウリング（Off Vocal Ver.）
5. お願い!unBORDE（Off Vocal Ver.）
6. いただきっニッポン!〜おみそれしましたなごやめし〜（Off Vocal Ver.）